# Valente (nome)
Valente  è un nome proprio di persona italiano maschile.

## Varianti
- Maschili: Valento[2], Valenzo, Valenzio
  - Alterati: Valentino
- Femminili: Valenta[2], Valenza, Valenzia
  - Alterati: Valentina

### Varianti in altre lingue
- Catalano: Valent[3]
- Latino: Valens[2][4]
- Spagnolo: Valente[3]

## Origine e diffusione
Deriva dal cognomen e supernomen latino Valens, attestato a partire dall'epoca imperiale ma sicuramente più antico, dato che un suo derivato Valentius compare già dal I secolo a.C.. Già dall'antichità, questo nome veniva ricondotto al verbo valeo, valēre ("essere in forza", "avere forza", e anche "essere sano"), con il significato di "gagliardo", "forte", "in salute", "che vale" (lo stesso dei nomi Indalecio, Nerone, Drusilla e Valerio); tuttavia, è plausibile che la vera origine, ormai indecifrabile, sia etrusca. Da Valente deriva il nome Valentino.
Il nome è attestato in tutta Italia, grazie al culto dei vari santi così chiamati, tuttavia gode di una diffusione limitata.

## Onomastico
L'onomastico si può festeggiare in memoria di più santi, alle date seguenti:
- 16 febbraio, san Valente, diacono di Gerusalemme, martire in Cilicia[6]
- 21 maggio, san Valente, vescovo di Auxerre e martire con altri tre compagni[6]
- 1º giugno, san Valente, martire a Cesarea in Palestina sotto Galerio[6]
- 26 luglio, san Valente, vescovo di Verona[3][6]

## Persone
- Valente, imperatore romano
- Valente, vescovo di Mursa

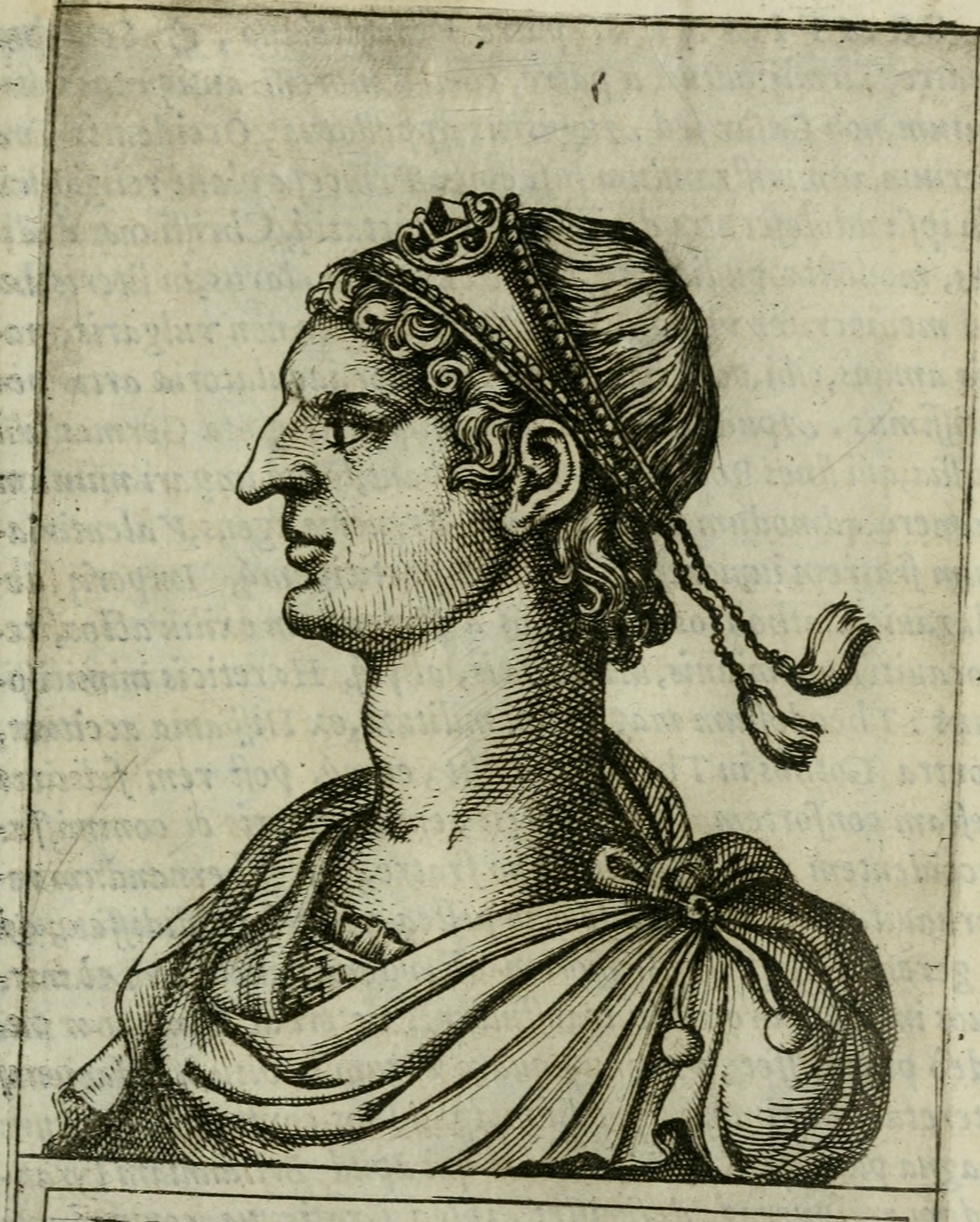
Valente

- Valente Tessalonico, usurpatore contro l'imperatore romano Gallieno
- Valente Rodriguez, attore statunitense